# Barbara Rittner
Barbara Rittner (Krefeld, 25 aprile 1973) è un'allenatrice di tennis ed ex tennista tedesca.

## Biografia
Nel 1991 vinse il torneo di Wimbledon giovanile sconfiggendo in finale Elena Makarova con il punteggio di 6-7(6-8) 6-2 6-3, nello stesso anno vinse anche l'Australian Open giovanile battendo in finale Kristin Godridge per 6-4, 6-3. Raggiunse la ventiquattresima posizione della classifica WTA il 1º febbraio 1993.
Nel 1996 all'Open di Francia ebbe il suo miglior risultato nella competizione, raggiungendo il quarto turno, e venne eliminata da Arantxa Sánchez Vicario. Anni dopo, nel 2001, ripeté lo stesso risultato all'Australian Open dove fu sconfitta agli ottavi di finale da Anna Kurnikova. Nello stesso anno vinse il Belgian Open sconfiggendo in finale Klára Zakopalová per 6-3, 6-2.
Sempre nel 2001 insieme a Kveta Hrdlicková vinse il torneo di doppio dell'Estoril Open battendo per 3-6, 7-5, 6-1 Tina Križan e Katarina Srebotnik. L'anno successivo, in coppia con María Vento-Kabchi, nello stesso torneo, arrivò in finale perdendo contro Elena Bovina e Zsófia Gubacsi (6-3, 6-1).
Si è ritirata nel 2005: nello stesso anno è diventata capitana della squadra tedesca in Fed Cup.

## Statistiche

### Risultati in progressione
| Sigla | Risultato               |
| ----- | ----------------------- |
| V     | Vincitore               |
| F     | Finalista               |
| SF    | Semifinalista           |
| O     | Oro olimpico            |
| A     | Argento olimpico        |
| SF    | Bronzo olimpico         |
| QF    | Quarti di Finale        |
| 4T    | Quarto turno            |
| 3T    | Terzo turno             |
| 2T    | Secondo turno           |
| 1T    | Primo turno             |
| RR    | Round Robin             |
| LQ    | Turno di qualificazione |
| A     | Assente                 |
| ND    | Non disputato           |

| Legenda superfici    |
| -------------------- |
| Cemento              |
| Terra battuta        |
| Erba                 |
| Superficie variabile |

#### Singolare nei tornei del Grande Slam
| Torneo          | 1991 | 1992 | 1993 | 1994 | 1995 | 1996 | 1997 | 1998 | 1999 | 2000 | 2001 | 2002 | 2003 | 2004 | 2005 |
| --------------- | ---- | ---- | ---- | ---- | ---- | ---- | ---- | ---- | ---- | ---- | ---- | ---- | ---- | ---- | ---- |
| Australian Open | 2T   | 2T   | 3T   | 3T   | 1T   | 2T   | 1T   | 2T   | A    | 1T   | 4T   | 3T   | 1T   | A    | A    |
| Open di Francia | 1T   | 2T   | 3T   | 3T   | 1T   | 4T   | 1T   | 3T   | 2T   | 2T   | 2T   | 2T   | 1T   | 2T   | A    |
| Wimbledon       | 1T   | 3T   | 2T   | 3T   | A    | 1T   | 2T   | 2T   | 2T   | 1T   | 2T   | 2T   | 1T   | A    | A    |
| US Open         | 3T   | 1T   | 3T   | 3T   | 1T   | 3T   | 1T   | 1T   | 1T   | A    | 2T   | 1T   | 1T   | A    | A    |

#### Doppio nei tornei del Grande Slam
| Torneo          | 1991 | 1992 | 1993 | 1994 | 1995 | 1996 | 1997 | 1998 | 1999 | 2000 | 2001 | 2002 | 2003 | 2004 | 2005 |
| --------------- | ---- | ---- | ---- | ---- | ---- | ---- | ---- | ---- | ---- | ---- | ---- | ---- | ---- | ---- | ---- |
| Australian Open | 1T   | 2T   | 1T   | 1T   | 1T   | A    | 3T   | 2T   | A    | 1T   | 1T   | 2T   | 3T   | A    | A    |
| Open di Francia | A    | 3T   | 1T   | A    | A    | A    | 1T   | 2T   | 1T   | 2T   | 3T   | 2T   | 1T   | 1T   | A    |
| Wimbledon       | A    | 3T   | 1T   | 2T   | A    | A    | 2T   | 1T   | 2T   | 2T   | 3T   | 1T   | 2T   | 1T   | A    |
| US Open         | A    | 1T   | 2T   | 1T   | A    | 2T   | 1T   | 1T   | 2T   | 2T   | 3T   | 1T   | 1T   | A    | A    |

#### Doppio misto nei tornei del Grande Slam
| Torneo          | 1991 | 1992 | 1993 | 1994 | 1995 | 1996 | 1997 | 1998 | 1999 | 2000 | 2001 | 2002 | 2003 | 2004 | 2005 |
| --------------- | ---- | ---- | ---- | ---- | ---- | ---- | ---- | ---- | ---- | ---- | ---- | ---- | ---- | ---- | ---- |
| Australian Open | A    | A    | A    | A    | A    | A    | A    | A    | A    | A    | A    | A    | A    | A    | A    |
| Open di Francia | A    | A    | A    | A    | A    | A    | 3T   | 1T   | A    | A    | A    | 1T   | A    | A    | A    |
| Wimbledon       | A    | A    | A    | A    | A    | A    | 3T   | A    | QF   | 1T   | 3T   | 1T   | 2T   | A    | A    |
| US Open         | A    | A    | A    | A    | A    | A    | A    | A    | A    | A    | A    | A    | A    | A    | A    |

## Vittorie contro giocatrici Top 10
| Stagione | 2003 | Totale |
| Vittorie | 2    | 2      |

| #    | Giocatrice      | Ranking | Evento                          | Superficie | Turno | Punteggio        | Rank. BRR |
| ---- | --------------- | ------- | ------------------------------- | ---------- | ----- | ---------------- | --------- |
| 2003 |                 |         |                                 |            |       |                  |           |
| 1.   | Jelena Dokić    | 9       | Pacific Life Open, Indian Wells | Cemento    | 2T    | 6-1, 5-7, 6-3    | 87        |
| 2.   | Amélie Mauresmo | 6       | Ordina Open, 's-Hertogenbosch   | Erba       | 2T    | 6(1)-7, 6-0, 7-5 | 102       |